# Municipio de Ozark (condado de Texas)
El municipio de Ozark (en inglés: Ozark Township) es un municipio ubicado en el condado de Texas en el estado estadounidense de Misuri. En el año 2010 tenía una población de 476 habitantes y una densidad poblacional de 3,13 personas por km².

## Geografía
El municipio de Ozark se encuentra ubicado en las coordenadas 37°12′34″N 91°48′29″O / 37.20944, -91.80806. Según la Oficina del Censo de los Estados Unidos, el municipio tiene una superficie total de 152.12 km², de la cual 152,11 km² corresponden a tierra firme y (0 %) 0 km² es agua.

## Demografía
Según el censo de 2010, había 476 personas residiendo en el municipio de Ozark. La densidad de población era de 3,13 hab./km². De los 476 habitantes, el municipio de Ozark estaba compuesto por el 92,86 % blancos, el 2,1 % eran amerindios, el 0,42 % eran asiáticos, el 0,21 % eran de otras razas y el 4,41 % eran de una mezcla de razas. Del total de la población el 2,31 % eran hispanos o latinos de cualquier raza.